# Heinrich Talmon-Gross
Heinrich Talmon Groß (né le 2 août 1882 à Neuhengstett, mort le 20 février 1945 au camp de concentration de Dachau) est un syndicaliste et homme politique résistant allemand au nazisme.

## Biographie
Heinrich Talmon Groß est issu d'une famille ouvrière, est fabricant de cigares de formation et s'installe à Schorndorf en 1901. Avant la Première Guerre mondiale, il adhère au SPD et fut président de la chorale "Frohsinn". En 1913, Talmon-Gross devient président des syndicats unis de Schorndorf et membre du conseil local de Schorndorf d'août 1925 au 2 septembre 1929. Lors d'une réunion du conseil municipal pour l'inauguration de la nouvelle Hindenburgplatz à Schorndorf (aujourd'hui Tuller Platz) le 2 octobre 1928, il critique les projets présentés par le bourgmestre Jakob Raible pour une grande cérémonie en l'honneur du président du Reich Paul von Hindenburg, car Hindenburg est membre du Stahlhelm, association militaire, antirépublicaine et antidémocratique, comme le fait qu'une photo de Hindenburg et du général Erich Ludendorff soit accrochée à la mairie.
Du 1er avril 1921 au 28 février 1933, il est secrétaire syndical à plein temps de l'Association allemande des travailleurs du tabac avec un bureau à Stuttgart. Il est muté à Heidenheim en 1929 et abandonne son poste de conseiller local. Immédiatement après l'incendie du Reichstag le 27 février 1933, il est placé en détention par les nazis et emprisonné dans le camp de Heuberg avec Kurt Schumacher et Fritz Ulrich jusqu'au 19 décembre 1933. Après sa libération, il travaille comme vendeur de lessive et comme fabricant de cigares.
Le 5 septembre 1936, Talmon-Gross est arrêté dans un restaurant de Miedelsbach sur la base d'une dénonciation. Dans des conversations confidentielles, il avait décrit Hermann Göring comme le véritable incendiaire du Reichstag, avait critiqué sa détention et avait déclaré : « Le Troisième Reich courra jusqu'à sa mort. » Il est condamné à 4 mois de prison pour "calomnie". Il est condamné à 4 mois et 15 jours de prison qu'il purge dans la prison de Rottenburg.
Le 9 avril 1937, la Gestapo l'arrête de nouveau et l'emmène au camp de concentration de Dachau, où il reçoit le numéro de prisonnier 12014/237. Le 27 septembre 1939, Talmon-Gross est transféré au camp de concentration de Mauthausen pour des travaux forcés et le 18 février 1940, il est de nouveau transféré au camp de concentration de Dachau, où il meurt le 20 février 1945 en raison des conditions de détention inhumaines. Le certificat de décès indique qu'il est décédé à l'hôpital ; la cause du décès serait une "fièvre septique".

## Commémorations
- En août 1945, la Fabrikstrasse à Schorndorf, rebaptisée Sudetenstrasse par les nazis, est rebaptisée Heinrich-Talmon-Groß-Strasse à l'initiative du bourgmestre Gottlob Kamm[5].
- Le 3 octobre 2009, une Stolperstein est posée devant son domicile, Neue Straße 23 à Schorndorf[2].